# Steven Luatua
Dolph Steven Luatua (* 29. dubna 1991, Auckland) je ragbista hrající za anglický klub Bristol Bears a Samou. Jeho post je především vazač a druhořadník. 
V roce 2018 vyhrál s Bristolem Bears druhou nejvyšší anglickou ligu. Reprezentoval Nový Zéland a vyhrál s ním v letech 2013 a 2014 reprezentační soutěž Rugby Championship. Je také mistrem světa do dvaceti let z roku 2010 a 2011.
Za Samou začal hrát od roku 2022. Zúčastnil se s ní MS 2023. V roce 2023 byl mezi deseti nejlépe placenými ragbisty světa.